# Захова, Рената
Рената Захова (чеш. Renata Zachová,; род. 31 мая 2000, Ческе-Будеёвице) — чешская дзюдоистка, выступающая в весовой категории до 63 кг. Двукратная чемпионка Европы 2024 и 2025 годов. Участница летних Олимпийских игр 2024 года.

## Биография
Рената Захова родилась 31 мая 2000 года в Ческе-Будеёвице.

## Карьера
В апреле 2024 года, в Загребе на чемпионате Европы в категории до 63 кг завоевала золотую медаль. В финальной схватке одолела соперницу из Нидерландов Йоанну Ван Лисхаут.
В июле 2024 года принимала участие в летних Олимпийских играх в Париже. В весовой категории до 63 кг уступила в первом же поединке спортсменке из Венгрии Софи Озбаш.
В апреле 2025 года на чемпионате Европы в Подгорице завоевала золотую медаль в категории до 63 кг. В финальной схватке победила соперницу из Франции Кларисс Агбеньену.